# Кубок Швейцарии по волейболу среди женщин
Кубок Швейцарии по волейболу среди женщин — ежегодное соревнование женских волейбольных команд Швейцарии. Проводится с 1962 года.

## Формула соревнований
Соревнования проходят по системе плей-офф («осень-весна»). Победители полуфинальных матчей в финале определяют обладателя Кубка. В финале розыгрыша 2024/25 «Витеос Невшатель ЮК» победил «Пфеффинген» 3:0.

## Победители
| - 1962 «Биль-Бьен» Биль - 1963 турнир не проводился - 1964 турнир не проводился - 1965 «Уни» Базель - 1966 турнир не проводился - 1967 «Уни» Базель - 1968 «Уни» Базель - 1969 «Уни» Базель - 1970 «Уни» Базель - 1971 «Биль-Бьен» Биль - 1972 «Уни» Базель - 1973 «Уни» Базель - 1974 «Уни» Базель - 1975 «Уни» Базель - 1976 «Уни» Базель - 1977 «Уни» Базель - 1978 «Уни» Базель - 1979 «Лозанна» - 1980 «Уни» Базель - 1981 «Лозанна» - 1982 «Уни» Базель - 1983 «Уни» Базель - 1984 «Лозанна» - 1985 «Уни» Базель - 1986 «Лозанна» - 1987 «Лозанна» - 1988 «Уни» Базель - 1989 «Монтана» Люцерн - 1990 БТВ Люцерн - 1991 БТВ Люцерн - 1992 БТВ Люцерн - 1993 БТВ Люцерн | - 1994 РТВ Базель - 1995 РТВ Базель - 1996 РТВ Базель - 1997 БТВ Люцерн - 1998 БТВ Люцерн - 1999 «Кёниц» - 2000 «Канти» Шаффхаузен - 2001 «Цайлер» Кёниц - 2002 «Цайлер» Кёниц - 2003 БТВ Люцерн - 2004 «Цайлер» Кёниц - 2005 «Волеро» Цюрих - 2006 «Волеро» Цюрих - 2007 «Волеро» Цюрих - 2008 «Волеро» Цюрих - 2009 «Канти» Шаффхаузен - 2010 «Волеро» Цюрих - 2011 «Волеро» Цюрих - 2012 «Волеро» Цюрих - 2013 «Волеро» Цюрих - 2014 «Волеро» Цюрих - 2015 «Волеро» Цюрих - 2016 «Волеро» Цюрих - 2017 «Волеро» Цюрих - 2018 «Волеро» Цюрих - 2019 «Витеос Невшатель ЮК» Невшатель - 2020 турнир не завершён - 2021 «Канти» Шаффхаузен - 2022 «Волеро» Цюрих - 2023 «Витеос Невшатель ЮК» Невшатель - 2024 «Витеос Невшатель ЮК» Невшатель - 2025 «Витеос Невшатель ЮК» Невшатель |

## Источник
- Волейбол. Энциклопедия/Сост. В. Л. Свиридов. Москва: Издательства «Человек» и «Спорт» — 2016.